# チェック・ポイント・ソフトウェア・テクノロジーズ
チェック・ポイント・ソフトウェア・テクノロジーズ (英: Check Point Software Technologies Ltd.、NASDAQ: CHKP) は、インターネットのファイアウォールとVPN製品で知られているセキュリティ製品製造を手掛ける企業である。通称はチェック・ポイント。
1993年にイスラエル・ラマト・ガンでギル・シュエッド、マリウス・ナハト、シュロモ・クレイマーによって設立された。開発センターはイスラエルとベラルーシにある。

## 事業内容
ネットワーク・セキュリティ
Microsoft Windows、Nokia IPSO、Solaris、Linux等のオペレーティングシステム上で動作するファイアウォール・ソフトウェア製品が中核事業である。
主な製品に、セキュリティ・ゲートウェイ・ファイアウォールのFireWall-1がある。
データ・セキュリティ
エンドポイント・セキュリティ
セキュリティ・マネジメント

## 技術認定
チェック・ポイントが提供する技術認定は以下のものがある。
- CPCS - Check Point Certified Specialist
- CCSA - Check Point Certified Security Administrator
- CCSE - Check Point Certified Security Expert
- CCSE+ - Check Point Certified Security Expert Plus
- CCMSE - Check Point Certified Managed Security Expert
- CCMA - Check Point Certified Master Architect